# Anavalu, Pandavapura
Anavalu là một làng thuộc tehsil Pandavapura, huyện Mandya, bang Karnataka, Ấn Độ.